# آرثر بيندا
آرثر بيندا (بالألمانية: Arthur Benda)‏ (و. 1885 – 1969 م) هو مصور من ألمانيا، والنمسا، ولد في برلين، توفي في فيينا، عن عمر يناهز 84 عاماً.